# Vasektomi
Vasektomi er en kirurgisk metode til at sterilisere manden ved overskæring af begge sædledere.
I lokalbedøvelse foretages to indsnit, et på hver side af pungen, sædlederen (vas deferens, deraf navnet), en i hver side, trækkes frem og et lille stykke fjernes. Enderne underbindes. Derved forhindres sædcellerne i at bevæges fra bitestiklen til sædblæren. Efter nogen tid bliver ejakulatet frit for sædceller, og sterilisationen er gennemført.
Man kan fortryde en vasektomi. Dette forgår ved at sy sædlederne sammen, operationen har stor sandsynlighed for at lykkes. Dog er det ikke sikkert man er fertil efter operationen. Sandsynligheden for fertilitet mindsket med alderen og er afhængig af hvor langtid siden vasektomien er fortaget. Man kan også trækket sæd fra selve testiklerne som et alternativ til af fortryde vasketomien. Dog er dette en dyr behandling og derfor ofte betyder man selv skal betale.
I Danmark skal man være fyldt 25 år, inden man må lade sig sterilisere.

## Bivirkninger
Efter behandlingen kan der opstår en smule ømhed og ubehag omkring pungen.
Man skal være opmærksom på der kan opstå blodsamling i pungen kort tid efter operationen, det er dog sjældent. I tilfælde af blødning skal man kontakte afdeleing/lægen der udførte vasektomien.
Mellem 4-15 procent af mænd udvikler smerter eller ubehag lang tid efter operationen. Dette kendes som post vasectomy pain syndrome PVPS.

### Øget chance for prostatakræft.
Der har i længere tid være undersøgelser som har undersøgt om der er en sammenhæng mellem prostatakræft og vasektomi.
I 1998 var konklusionen at der ikke er en større risiko for at udvikle prostatakræft efter at have haft foretaget en vasektomi. Dog viser en undersøgelse fra Oxford Universitet at der er en sammenhæng. Denne undersøgelse var baseret på mænd i Danmark og deres sandsynlighed for at udvikle prostatakræft. 